# Tsav
Tsav (in armeno Ծավ; trascritto anche come Tzav) è un comune di 351 abitanti (2010) della Provincia di Syunik in Armenia.